# Haugesund
Haugesund è un comune e una città nella contea di Rogaland in Norvegia. Ha ricevuto lo status di città nel 1854.

## Geografia fisica
La città è situata nella regione dei fiordi, nel sudovest del paese ed è bagnata dal Mare del Nord.

## Storia
Haugesund venne fondata nel 1854 e fu grazie alla pesca dell'aringa che la gente si stabilì qui. Alla fine del XIX secolo, però, vi fu una breve scomparsa delle aringhe. Ma ormai la gente si era già stabilita qui decidendo così di restare. La crisi della pesca aiutò la città a diversificare la sua economia, facendole raggiungere gli standard economici delle altre città norvegesi. Gradualmente l'industria e il commercio rimpiazzarono la pesca. Oggi Haugesund, con la chiusura dell'industria navale, ha riaffermato la sua posizione come città commerciale.

## Sport

### Calcio
La squadra principale della città è il Fotballklubben Haugesund.